# Дом Сун Цинлин (Пекин)
Дом Сун Цинлин (кит. 北京宋庆龄故居) — дом в Пекинском районе Сичэн, в котором жила вдова Сунь Ятсена, заместитель председателя КНР Сун Цинлин.
На том месте, где стоит дом, с давних времён жили высокопоставленные лица. Так, во времена империи Цин в годы правления под девизом «Цяньлун» здесь жил императорский фаворит Хэшэнь, в годы правления под девизом «Цзяцин» здесь была резиденция великого князя Чэна, в годы правления под девизом «Гуансюй» — резиденция великого князя Чуня.
В 1962 году на территории цветника бывшей резиденции великого князя Чуня было выстроено двухэтажное здание. В апреле 1963 года в него переехала Сун Цинлин (до этого она жила в доме, который сейчас охраняется государством как Дом-музей Го Можо), и жила здесь до самой смерти в 1981 году. С 1982 года дом стал памятником, охраняемым государством.
Помимо пекинского, государством также охраняется дом, в котором Сун Цинлин жила в Шанхае.